# Deutschlandticket
Le Deutschlandticket (littéralement : Ticket Allemagne), aussi appelé D-Ticket, est un forfait mensuel pour le transport public en Allemagne.

## Histoire
Lancé le 1er mai 2023, le billet a été en prévente dès le 3 avril 2023 comme abonnement mensuel à un prix initial de 49 euros. En Allemagne il est donc informellement appelé 49-euro-ticket jusqu'à fin 2024. Son prédécesseur était le Ticket à 9 euros (mensuel), vendu cinquante-deux millions de fois entre juin et août 2022. Le 1er janvier 2025, le prix du Deutschlandticket passe à 58 euros. Le billet est utilisé par 13 millions de personnes.

## Fonctionnement

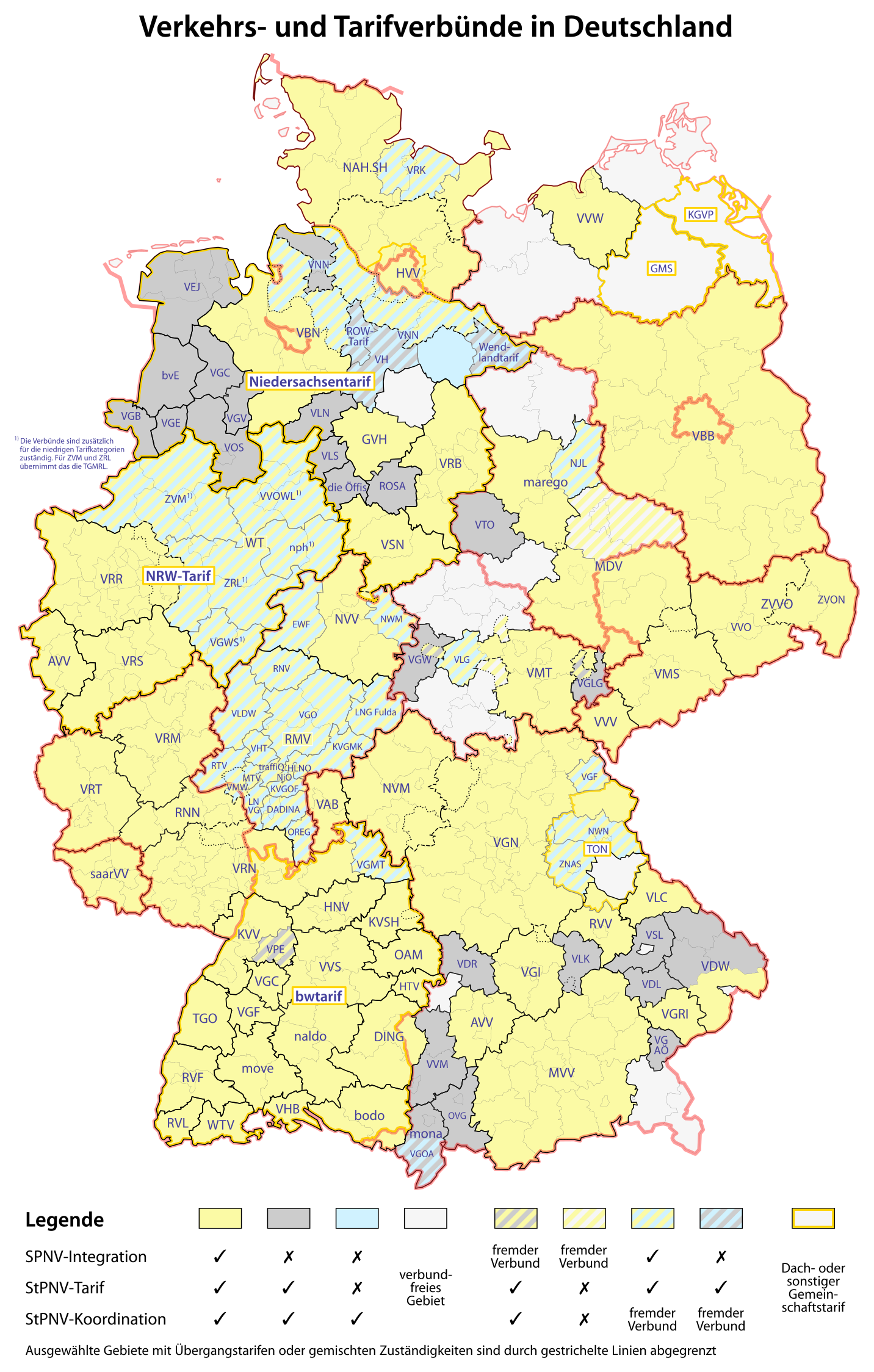
Les sociétés des transports en commun et leur tarification persistent mais ne constituent plus une limitation tarifaire avec le Deutschlandticket.

L'abonnement permet de circuler sur tous les réseaux urbains et interurbains d'Allemagne qu'ils soient publics ou privés, donc le bus urbain et periurbain, le tramway, le métro, le S-Bahn, le Regionalbahn, le Regional-Express (à l'exception de quelques lignes exploitées par DB Fernverkehr) et l'Interregio-Express.
Il existe également certaines lignes transfrontalières sur lesquelles le Deutschlandticket est valable, dont ceux vers la Belgique, la France, le Luxembourg et la Suisse.